# The Carphone Warehouse
The Carphone Warehouse är en brittisk butikskedja specialiserad på mobiltelefoni och som grundades 1989. Den första butiken öppnades 1990, och idag har företaget cirka 8 000 anställda. The Carphone Warehouse äger bland annat den svenska butikskedjan The Phone House. The Carphone Warehouse hade (2006) 1 400 butiker i tio länder. 
1990 öppnade Charles Dunstone, The Phone House-gruppens VD, den första Carphone Warehouse-butiken i London. 17 år senare, 30 november 2007, öppnades den tvåtusende butiken i spanska Sevilla.